# Marie Touchet
Marie Touchet (ur. 1549, zm. 28 marca 1638) – jedyna znana historii kochanka króla Francji Karola IX.

## Życie
Chociaż urodziła się w mieszczańskiej rodzinie w Orleanie jako córka dowódcy hugenotów Jeana Touchet i jego pierwszej żony Marie Mathy. Na dworze nazywano ją anagramem Je Charme Tout (litery I i J bywały traktowane zamiennie), co znaczy „oczarowuję wszystkich”. Autorem tej gry słów był Henryk, król Nawarry, późniejszy władca Francji.
W wieku siedemnastu lat została kochanką Karola IX. W 1573 roku urodziła królowi syna, Karola de Valois, późniejszego księcia de Angoulême, który był jedynym synem króla urodzonym zaledwie na rok przed jego śmiercią, po której powierzył kochankę i syna swojemu młodszemu bratu i następcy na tronie, Henrykowi III. Nowy król był wierny woli zmarłego brata i wyniósł małego Karola do godności książęcej i zapewnił mu miejsce na dworze. Marie Touchet otrzymała rentę ze względu na swoje usługi dla Karola IX i wprowadził ją do swojego najbliższego kręgu. 
Marie wyszła za markiza d'Entragues, Charlesa Balzac d'Entragues, a w 1579 roku urodziła córkę, jedyne dziecko obojga, Catherine Henriette de Balzac d’Entragues, która poszła w ślady swojej matki stając się kochanką Henryka IV. Marie zmarła w Paryżu.

## Potomstwo
Z Karolem IX:
- Karol de Valois (ur. 28 kwietnia 1573, zm. 24 września 1650), książę de Angoulême

Charlesem Balzac d'Entragues, markizem d'Entragues: 
- Catherine Henriette de Balzac d’Entragues (ur. 1579, zm. 1633), markiza de Verneuil